# Нікітін Петро Іванович
Нікітін Петро Іванович (нар. 17 липня 1936 — пом. 26 травня 2005) — український актор.

## Біографія
Народився 17 липня 1936 року в с. Лиски Воронезької області (Росія). Після закінчення середньої школи працював на шахтах Кривого Рогу, брав участь у народному театрі. У 1958—1962 роках навчався у Харківському театральному інституті. З 1962 року працював актором Чернівецького українського музично-драматичного театру ім. Ольги Кобилянської. Помер 26 травня 2005 в Чернівцях.

## Творчість
Створив багато яскравих різнопланових образів, позначених глибиною психологічного малюнка, реалістичністю, сценічною привабливістю.
- Яків («Яків Богомолов» М. Горького);
- Хмарний («Алмазне жорно» І. Кочерги);
- Микола («Наталка-Полтавка» І. Котляревського);
- Юрій Катрич і Туровець («Зачарований вітряк», «Дума про любов» М. Стельмаха);
- Террачіні («Пам'ять серця» О. Корнійчука);
- Дон-Жуан («Камінний господар» Л. Українки);
- капрал («Матінка Кураж та її діти» Б. Брехта);
- Кичатий («Назар Стодоля» Т. Шевченка);
- учитель («Безіменна зірка» М. Себестіану);
- Ленін («Кремлівські куранти» М. Погодіна);
- Лейба («Жидівка-вихрестка» І. Тогобочного) та ін.

У творчому доробку артиста низка неповторних образів у виставах сценічного літопису Буковини: Тимофій («Дністрові кручі» за Ю. Федьковичем), Трикамінь («Вітрова донька» В. Зубаря), Андрій («Полум'яні серця» С. Снігура), Циган («Карпатська легенда» Л. Новицького). Особливі мистецькі здобутки — образи Савки та Івоніки за творами О. Кобилянської «Вовчиха» (1963) та «Земля» (1980).

## Відзнаки
- Заслужений артист УРСР (1973).
- Народний артист УРСР (1981).